# Josep Asens Giol
Josep Asens Giol (? — Annecy, Francia, 1985) fue militante de la CNT y responsable de las Patrullas de Control del Comité Central de Milicias Antifascistas de Cataluña, desde su creación en agosto de 1936 hasta su disolución el 4 de junio de 1937. En julio de 1936 era secretario de la Federación Local de Sindicatos de Barcelona, miembro del Comité Regional de Cataluña de la CNT y del Comité de Defensa Confederal.

## Trayectoria
Asens formó parte de la delegación cenetista que forzó una reunión con el presidente de la Generalitat republicana Lluís Companys el 20 de julio de 1936 para dejar claro el peso que habían de tener las organizaciones cenetistas a la hora de organizar la situación política en Cataluña. Fue uno de los representantes de la CNT en el Comité Central de Milicias Antifascistas desde su creación el 23 de julio. Su responsabilidad principal fue la coordinación de las Patrullas de Control hasta su disolución después de las jornadas de mayo. En abril de 1938 fue miembro del Comité ejecutivo del movimiento libertario constituido por la CNT, la FAI y la Federación Ibérica de Juventudes Libertarias.
Se exilió en Francia en 1939, donde sufrió los campos de concentración. En 1943 formó parte del comité del Movimiento Libertario Español (MLE) desde el exilio. Después de la Segunda Guerra Mundial continuó su vida en Seynod (Annecy, Francia), donde murió en 1985.